# توم هاي
توم هاي (بالهولندية: Thom Haye)‏ (9 فبراير 1995 بأمستردام في هولندا - ) هو لاعب كرة قدم هولندي في مركز الوسط. شارك مع منتخب هولندا تحت 17 سنة لكرة القدم ومنتخب هولندا تحت 19 سنة لكرة القدم ومنتخب هولندا تحت 21 سنة لكرة القدم. أما مع النوادي، فقد لعب مع إي زد ألكمار.

## روابط خارجية
- توم هاي على موقع قاعدة بيانات كرة القدم.إي يو (الإنجليزية)
- توم هاي على موقع ناشيونال فوتبول تيمز (الإنجليزية)
- توم هاي على موقع Soccerbase.com (لاعب) (الإنجليزية)
- توم هاي على موقع Soccerway.com (الإنجليزية)
- توم هاي على موقع عالم كرة القدم.نت (الإنجليزية)
- توم هاي على موقع AS.com (الإسبانية)